# Écalles-Alix
Écalles-Alix è un comune francese di 489 abitanti situato nel dipartimento della Senna Marittima nella regione della Normandia.

## Società

### Evoluzione demografica
Abitanti censiti